# Xanthochloa
Xanthochloa là một chi thực vật có hoa trong họ Hòa thảo (Poaceae).

## Loài
Chi Xanthochloa gồm các loài: